# Maximilian von Rodakowski
Maximilian von Ritter Rodakowski, né le 9 avril 1825 à Graz et mort le 12 décembre 1900, est un général autrichien.

## Biographie
Maximilian von Rodakowski intègre l'école militaire en 1836 et en sort en 1843 comme cadet du quatrième régiment de uhlans. Il devient lieutenant en 1844 puis premier-lieutenant en 1847.
Il participe à la révolution autrichienne de 1848 puis à la bataille de Custoza (1848). En 1849, il est dans la campagne contre la Révolution hongroise de 1848.
En 1857, il quitte le service mais revient dans l'année dans le huitième régiment de uhlans. Il devient major en 1859 puis lieutenant-colonel en 1862 dans le treizième régiment en raison du propriétaire du régiment de 1861 à 1866, le grave Ludwig Trani, prince du royaume des Deux-Siciles. En 1866, il devient colonel puis commandant de son régiment.
Maximilian von Rodakowski devient célèbre pour ses prouesses lors de la bataille de Custoza (1866). En tête de ses uhlans, il opère plusieurs attaques audacieuses à Villafranca di Verona contre les carrés d'infanterie et la cavalerie qui aboutissent tout de même à de lourdes pertes.
En 1871, Rodakowski devient commandant d'une brigade de cavalerie, il est promu major général en 1873 puis maréchal de camp pour sa retraite en 1876.

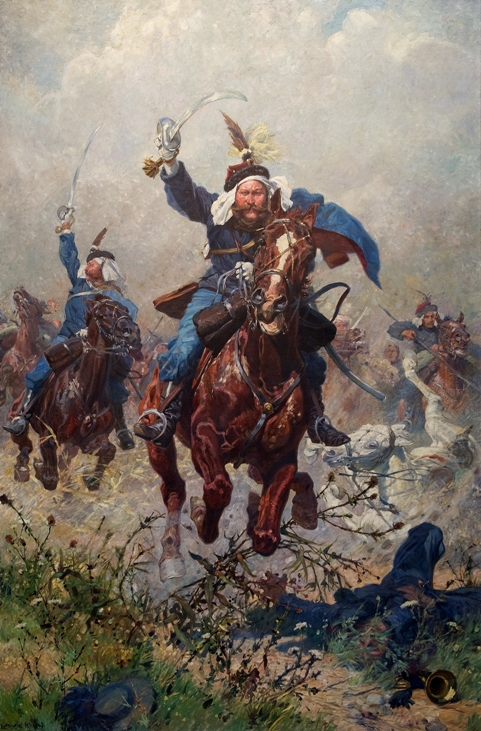
Ludwig Koch, Portrait à cheval de Maximilian von Rodakowski à la tête des uhlans à la bataille de Custoza (1866)

## Légende
La légende de Maximilian von Rodakowski est entretenue par le tableau monumental de Ludwig Koch peint en 1908 le représentant à l'attaque lors de la bataille de Custoza (1866). Il souligne la détermination du commandant du régiment, au grand galop le sabre au clair, faisant face au spectateur.

## Source, notes et références
- (de) Cet article est partiellement ou en totalité issu de l’article de Wikipédia en allemand intitulé « Maximilian von Rodakowski » (voir la liste des auteurs).